# 세픽심
세픽심(cefixime)은 특히 슈프락스(Suprax)라는 상품명으로 판매되며 여러 세균 감염을 치료하는 데 사용되는 항생제이다. 적응증이 되는 감염에는 중이염, 연쇄상구균 인두염, 폐렴, 요로감염증, 임질, 라임병이 있다. 임질의 경우 일반적으로 한 번만 투여하면 된다. 미국에서는 세프트리악손에 이어서 임질에 사용할 수 있는 2차 치료제이다. 경구 투여하여 복용한다.
일반적인 부작용으로는 설사, 복통, 메스꺼움 등 위장관계 부작용이 있다. 심각한 부작용으로는 알레르기 반응과 클로스트리움 디피실리에 의한 설사가 있다. 심각한 페니실린 알레르기 병력이 있는 사람에게는 권장되지 않는다. 임신 중 사용은 비교적 안전한 것으로 여겨진다. 3세대 세팔로스포린 계열의 약물이다. 세균 세포벽을 파괴하는 방식으로 세균을 죽인다.
세픽심은 1979년에 특허를 받았고 1989년에 미국에서 의료용으로 승인되었다. WHO 필수 의약품 목록에 등재되어 있다. 미국에서는 제네릭 의약품으로 판매되고 있다.